# Liu Ying
Liu Ying (förenklad kinesiska: 刘英; traditionell kinesiska: 劉英; pinyin: Liú Yīng), född den 11 juni 1974, är en kinesisk fotbollsspelare. Vid fotbollsturneringen under OS 1996 i Atlanta deltog hon i det kinesiska lag som tog silver.